# تحدي جونية
دورة جونية المفتوحة (المعروفة أيضًا باسم تحدي جونية) هي بطولة للاعبات كرة المضرب المحترفات، يصنف الاتحاد الدولي لكرة المضرب الحدث بأنه "بطولة 100،000 دولار"، منذ عام 2003 تقام البطولة سنوياً في مدينة جونيه اللبنانية، تم إلغاء الحدث في عام 2006 ومن ثم في 2011 لأسباب تتعلق بالرعاية.

## النهائيات

### الفردي
| عام   | البطل                | المركز الثاني        | مجموع النقاط  |
| ----- | -------------------- | -------------------- | ------------- |
| 2010  | بيترا سيتكوفسكا      | ماتيلد يوهانسون      | 6–1، 6–3      |
| 2009  | ألكسندرا دولغيرو     | سوزانا كاتشوفا       | 3–6، 6–3، 6–4 |
| 2008  | ايرينا كاميليا باغو  | أناستاسيا ياكيموفا   | 6–0، 6–2      |
| 2007  | ماريا كوريتسيفا      | لورا سيجموند         | 6–1، 6–3      |
| 2005  | ماريا كوريتسيفا      | لورديس دومينغيز لينو | 7–5، 7–5      |
| 2004 ‏ | نوريا لاجوستيرا فيفس | لورديس دومينغيز لينو | 2–6، 6–0، 6–4 |
| 2003  | كيرا ناجي            | أنا تيموتيتش         | 6–1، 7–5      |

### الزوجي
| عام   | الأبطال                            | الوصيف                               | مجموع النقاط  |
| ----- | ---------------------------------- | ------------------------------------ | ------------- |
| 2010  | بيترا سيتكوفسكا ريناتا فوراكوفا    | إيفا بيرنروفا أندريا كليباك          | 7–5، 6–2      |
| 2009  | ماريا كوريتسيفا داريا كوستوفا      | إيكاترينا دزيهاليفيتش يوليانا فيداك  | 6–3، 6–4      |
| 2008  | Chayenne Ewijk أناستاسيا ياكيموفا  | كارمن كلاشكا لورا سيجموند            | 7–5، 7–5      |
| 2007  | أولغا بروزدا ماريا كوندراتيفا      | نيكول كليريكو تيليانا بيريرا         | 6–3، 6–1      |
| 2005  | ماريا كوريتسيفا أناستاسيا ياكيموفا | أولينا أنتيبينا هانا سروموفا         | 7–5، 6–2      |
| 2004 ‏ | بيترا سيتكوفسكا هانا سروموفا       | نوريا لاجوستيرا فيفس فريدريكا بيدادي | 6–4، 6–2      |
| 2003  | Isabel Collischonn كيرا ناجي       | أنطونيا ماتيتش Stefanie Weis         | 6–4، 7–6(7–3) |